# Hanna Hagberg
Hanna Paulina Hagberg, född 17 juli 1877 i Svarteborg i Bohuslän, död 2 september 1968, var en svensk-norsk lyriker och författare. 

## Familj
Hanna Hagberg var dotter till jordbrukaren Hans Gustavsson och mjölkerskan Augusta Pålsdotter. Hon förblev själv ogift.

## Liv och verk
Hanna Hagberg flyttade tillsammans med familjen till Vestby från Sverige efter att hon hade konfirmerats. Hon jobbade länge som syerska, och då hon kom till Kristiania 1904 började hon att jobba i ett syetablissemang.
Hon engagerade sig i religiöst arbete, från 1906 som så kallad C.E.-syster (Christian Endeavour), och skrev flera böcker riktade till unga människor i deras sökan efter Gud. Med utgångspunkt i sitt eget leverne berättar hon i verken om sin väg till Jesus.

### Dikt i särtryck
- 1914: Røsten i det tyst, Kristiania
- 1915: Fredsfyrsten
- 1915: Kongemøte i Malmø, Kristiania